# Капител
 Капител (лат. caput), (глава), је завршетак или глава стуба или пиластра изнад стабла (архитектонског елемента).. Капител је горњи највиши део стуба, често декоративно обрађен. Капител је препознатљиви део стуба, по коме се и сами стубови разликују, тако да знамо којој култури или стилу сам стуб припада, као и наравно, из које епохе потиче. Уз помоћ капитела можемо поделити стубове на дорске, јонске, коринтске стубове. Наравно, подела по дефиницији је само назнака колико је капител важан, не само у конструктивном, већ и у естетском и хронолошком смислу.

## Галерија
- Капител циборијума од мермера из Царичиног града (Народни музеј Лесковац).
- Композитни капител од камена из Царичиног града (Народни музеј Лесковац).
- Капител са Кентауром - Музеј Срема
- Средњовековни капител
- Римски капител са флоралним мотивима
- Римски капител